# Raisa (chanteuse)
Raisa Andriana, dite Raisa née le 6 juin 1990 à Jakarta en Indonésie, est une chanteuse et auteur-compositeur indonésienne,.

## Biographie
Elle est devenue publiquement connue pour sa chanson intitulée Serba Salah. Avant sa carrière solo, elle était l'une des chanteuses principales du groupe Kevin Aprilio, renommé plus tard Vierra (maintenant Vierratale).
Raisa a reçu de nombreuses distinctions, notamment les Indonesian Music Awards, les Music Planet Awards et les Mnet Asian Music Awards. En 2014, elle a été cartographiée à la 45ème place sur Billboard Uncharted, marquant sa première entrée dans le palmarès Billboard. Plus tard en 2017, elle a atteint la 29e place sur Billboard Social 50, un tableau qui classe les artistes musicaux les plus actifs sur les principaux réseautage social au monde.
Raisa Andriana a épousé l'acteur indonésien d'origine australienne Hamish Daud le dimanche 3 septembre 2017.

## Discographie

### Album
- Raisa (2011)
- Heart to Heart (2013)
- Handmade (2016)
- It's Personal (2022)